# Arthur B. McDonald
Arthur Bruce "Art" McDonald (født 29. august 1943 i Kingston, Ontario) er en canadisk astrofysiker. Han er leder af SNOLAB (Sudbury Neutrino Observatory), et undergrundsfysiklaboratorium i Ontario, og professor ved Queen's University i Kingston, Ontario, professor emeritus siden 2013. Via eksperimenter i SNOLAB har McDonald og hans forskergruppe bevist, at neutrinoer har en masse, hvilket i mange år blot var en teori inden for fysikken.

## Karriere
Arthur McDonald erhvervede sin bachelor- (1964) og kandidatgrad (1965) fra Dalhousie University i Nova Scotia, og det fulgte han op med en ph.d. fra California Institute of Technology i 1969.
Efter afslutningen på sin uddannelse arbejdede McDonald som forskningsassistent ved Chalk River Laboratories i Ontario 1970-1982, hvorpå han blev udnævnt til professor ved Princeton University. Her var han, til han i 1989 skiftede til Queen's University
I 2001 påviste McDonalds forskergruppe i SNOLAB, at elektronneutrinoer fra solen oscillerede til myon- og tauonneutrinoer, hvilket beviser, at neutrinoer har masse. For denne opdagelse blev han i 2015 sammen med japaneren Takaaki Kajita tildelt Nobelprisen i fysik; Takaakis forskergruppe havde opnået lignende resultater.